# Ondrej Nepela Arena
Ondrej Nepela Arena (în slovacă Zimný Štadión Ondreja Nepelu‎) (cunoscută și ca Orange Arena în timpul Campionatului Mondial de Hochei pe Gheață din 2011, sau ca Slovnaft Arena) este o arenă din Bratislava, Slovacia. Este folosită în principal pentru hochei pe gheață și a fost arena pe care a jucat meciurile de pe teren propriu echipa HC Slovan Bratislava.